# Чон Тхе Гюн
Чон Тхе Гюн (нар. 29 серпня 1980) — південнокорейський борець греко-римського стилю, чемпіон та бронзовий призер чемпіонатів Азії.

## Життєпис
Боротьбою почав займатися з 1994 року.
Виступав за спортивний клуб «Samsung Life» із Сеула. Тренер — Ін Соп Кім.

## Спортивні результати на міжнародних змаганнях

### Виступи на Чемпіонатах світу
| Змагання                        | Збірна         | Вагова категорія                 | Місце |
| ------------------------------- | -------------- | -------------------------------- | ----- |
| Чемпіонат світу з боротьби 2007 | Південна Корея | греко-римська боротьба, до 74 кг | 10    |
| Чемпіонат світу з боротьби 2009 | Південна Корея | греко-римська боротьба, до 74 кг | 32    |

### Виступи на Чемпіонатах Азії
| Змагання                       | Збірна         | Вагова категорія                 | Місце  |
| ------------------------------ | -------------- | -------------------------------- | ------ |
| Чемпіонат Азії з боротьби 2005 | Південна Корея | греко-римська боротьба, до 66 кг | Золото |
| Чемпіонат Азії з боротьби 2008 | Південна Корея | греко-римська боротьба, до 74 кг | Бронза |

### Виступи на інших змаганнях
| Змагання                                                         | Збірна         | Вагова категорія                 | Місце  |
| ---------------------------------------------------------------- | -------------- | -------------------------------- | ------ |
| Міжнародний меморіал Дейва Шульца 2006                           | Південна Корея | греко-римська боротьба, до 66 кг | Срібло |
| Міжнародний меморіал Дейва Шульца 2007                           | Південна Корея | греко-римська боротьба, до 74 кг | Бронза |
| Олімпійський кваліфікаційний турнір з боротьби 2008 (Роме-Остія) | Південна Корея | греко-римська боротьба, до 74 кг | 19     |
| Олімпійський кваліфікаційний турнір з боротьби 2008 (Новий Сад)  | Південна Корея | греко-римська боротьба, до 74 кг | 16     |

### Виступи на змаганнях молодших вікових груп
| Змагання                                      | Збірна         | Вагова категорія                 | Місце |
| --------------------------------------------- | -------------- | -------------------------------- | ----- |
| Чемпіонат світу з боротьби серед юніорів 2000 | Південна Корея | греко-римська боротьба, до 69 кг | 11    |